# Cornelis Janssens van Ceulen
Cornelis Janssens van Ceulen (Londra, 14 ottobre 1593 circa – Utrecht, 5 agosto 1661) è stato un pittore olandese.

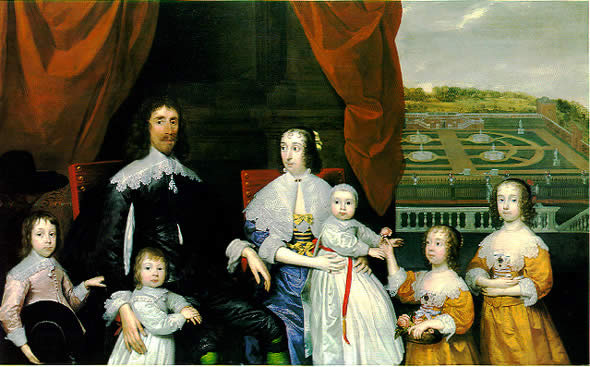
Arthur Capel e la sua famiglia

Janssens van Keulen nacque da genitori olandesi a Londra. Fu attivo dal 1618 al 1643, ritraendo i re d'Inghilterra Giacomo I e Carlo I. Nel 1643 si trasferì a Middelburg, quando la presenza di van Dyck si era fatta troppo ingombrante. Visse ad Amsterdam e morì a Utrecht.